# Uchida Kohei (1980)
Kohei Uchida (sinh ngày  tháng  năm 19) là một cầu thủ bóng đá người Nhật Bản.

## Sự nghiệp câu lạc bộ
Kohei Uchida đã từng chơi cho JEF United Ichihara.